# Jenna Fife
Pour les articles homonymes, voir Fife.
Jenna Josephine Fife est une footballeuse internationale écossaise, née le 1er décembre 1995. Elle évolue au poste de gardien de but. Elle joue en faveur des Rangers dans le championnat d'Écosse.

## Biographie

### En club
Le 17 décembre 2019, Fife signe avec les Rangers pour deux ans.

### En sélection
Fife joue dans les sélections de jeunes écossaises. 
Elle obtient ses premières sélections avec l'équipe A en janvier 2018, lors de matchs amicaux contre la Norvège et la Russie, lors desquels elle entre en cours de jeu.
En 2019, elle est retenue par la sélectionneuse Shelley Kerr dans la liste des 23 joueuses écossaises, afin de participer à la Coupe du monde 2019 organisée en France.

## Palmarès
Avec Hibernian
- Championnat d’Écosse:
  - Vice-championne (5) : 2013, 2015, 2016, 2017 et 2018

- Coupe d’Écosse :
  - Vainqueur (3) : 2016, 2017 et 2018
  - Finaliste (2) : 2013 et 2015

- Coupe de la Ligue :
  - Vainqueur (4) : 2016, 2017, 2018 et 2019
  - Finaliste (2) : 2014 et 2015